# Asclepiade il Giovane
Asclepiade il Giovane (I secolo – II secolo) è stato un medico greco antico.

## Biografia e pensiero
Fu soprannominato ὁ Φαρμακίων (Pharmakion - "esperto farmaceutico"), il che rimanda alla sua competenza in materia farmaceutica. 
Scrisse un trattato ripartito in dieci libri, Sui farmaci, di cui cinque sui farmaci esterni e cinque sui farmaci interni. Fu indirettamente maestro di Galeno, che lo utilizzò nei suoi trattati farmaceutici.